# Konrad T. Lewandowski
Konrad Tomasz Lewandowski, ps. „Przewodas” (ur. 1 kwietnia 1966 w Warszawie) – polski pisarz fantasy, science fiction i powieści kryminalnych, filozof, dziennikarz, publicysta i redaktor.

## Życiorys
Od początku lat 90. współpracował z kilkudziesięcioma czasopismami, najdłużej z Nową Fantastyką, Przeglądem Technicznym, Cogito, Sprawami Nauki, a także Skandalami. Z wykształcenia inżynier chemik i doktor filozofii. Z wyznania rodzimowierca słowiański, czemu daje wyraz w swoich powieściach Anioły muszą odejść i Sensownik matki Polki. W latach 2015–2018 członek Rodzimego Kościoła Polskiego.
Uznanie czytelników zdobył cyklem opowiadań science fiction o perypetiach dziennikarza Radosława Tomaszewskiego z brukowej gazety „Obleśne Nowinki” oraz cyklem fantasy o kotołaku Ksinie. Jest także autorem pięciu powieści kryminalnych z udziałem nadkomisarza Jerzego Drwęckiego, których akcja dzieje się w międzywojennej Polsce, oraz trylogii historyczno-przygodowej z przełomu XIX i XX wieku Bursztynowe królestwo z udziałem starszego lejtnanta Sergiusza Lawendowskiego, carskiego lojalisty.
Współpracował z czasopismem kulturalnym „Lampa”, „Czasem Fantastyki” oraz Narodowym Centrum Kultury (z tym ostatnim przy projekcie upamiętnienia 150. rocznicy powstania styczniowego – rezultatem była powieść steampunkowa Orzeł bielszy niż gołębica wraz z filmem krótkometrażowym).
Jest autorem systemu filozoficznego, luźno nawiązującego do metafizyki tomistycznej, w którym zaproponował ontologiczną teorię rzeczywistości w oparciu o tzw. Zasadę Zachowania Wolnej Woli. Kwintesencję tego zagadnienia zawiera książka Pochwała herezji, dyskutowana 31 maja 2012 na Uniwersytecie Jagiellońskim. Często wypowiadał się („dyskutuował”) o metafizyce w internetowych grupach dyskusyjnych. W Internecie i w życiu prywatnym posługuje się pseudonimem Przewodas.
W 1992 Śląski Klub Fantastyki przyznał Lewandowskiemu nagrodę Złoty Meteor za agresywny opis konwentu w czasopiśmie „Skandale”. W 1995 otrzymał Nagrodę im. Janusza A. Zajdla za opowiadanie Noteka 2015. Był też sześciokrotnie nominowany do tej nagrody. Jednakże później popadł w konflikt z osobami przyznającymi nagrodę; w 2004 wystosował list otwarty do Jadwigi Zajdel, wdowy po pisarzu, apelując o rozważenie wycofania honorowego patronatu oraz imienia Janusza A. Zajdla z nazwy nagrody.
W kwietniu 2018 został laureatem konkursu stypendialnego Fundacji Polskiej Grupy Zbrojeniowej na powieść o tematyce niepodległościowej dla młodzieży, jego powieść Pancerne Orlęta zajęła trzecie miejsce.
W październiku 2018 roku w 25. edycji Ogólnopolskiej Nagrody Literackiej im. Kornela Makuszyńskiego otrzymał Nagrodę Czytelników – Koziołka za książkę Szatan i spółka. Dalsze przygody szatana z siódmej klasy.

## Poglądy i krytyka
Konrad T. Lewandowski promuje w swoich książkach konserwatywno-prawicowy punkt widzenia, zorientowany przeciwko poprawności politycznej oraz ukierunkowany na resentymenty wobec lewicowych działaczy politycznych. W analizie twórczości Lewandowskiego Jakub Majmurek zwrócił uwagę, że pisarz, choć podaje w wątpliwość niektóre fantazje na temat polskiej historiografii, realizuje w istocie konserwatywną wizję świata. Przykładowo, w Orle bielszym niż gołębica Polacy wygrywają powstanie styczniowe dzięki szlachcie oraz bogatemu mieszczaństwu, ignorując przy tym realnie istotną dla powstania kwestię pańszczyzny chłopów. Magdalena Górecka, analizując tę samą powieść, upatruje w prozie Lewandowskiego promowanie postaw patriotycznych i przekonanie o słuszności powstania. Z drugiej strony, dzieła Lewandowskiego wykazują zniuansowane podejście do grup narodowościowych. Przykładowo, Magdalena Waligórska analizuje Perkalowego dybuka jako powieść podejmującą problem antysemityzmu w Polsce, w której kryminalne śledztwo kończy się sukcesem dzięki wzajemnej, istniejącej ponad podziałami współpracy polskich i żydowskich śledczych.
Polemizuje z krytycznymi wobec niego recenzjami autorstwa influencerów.

## Publikacje

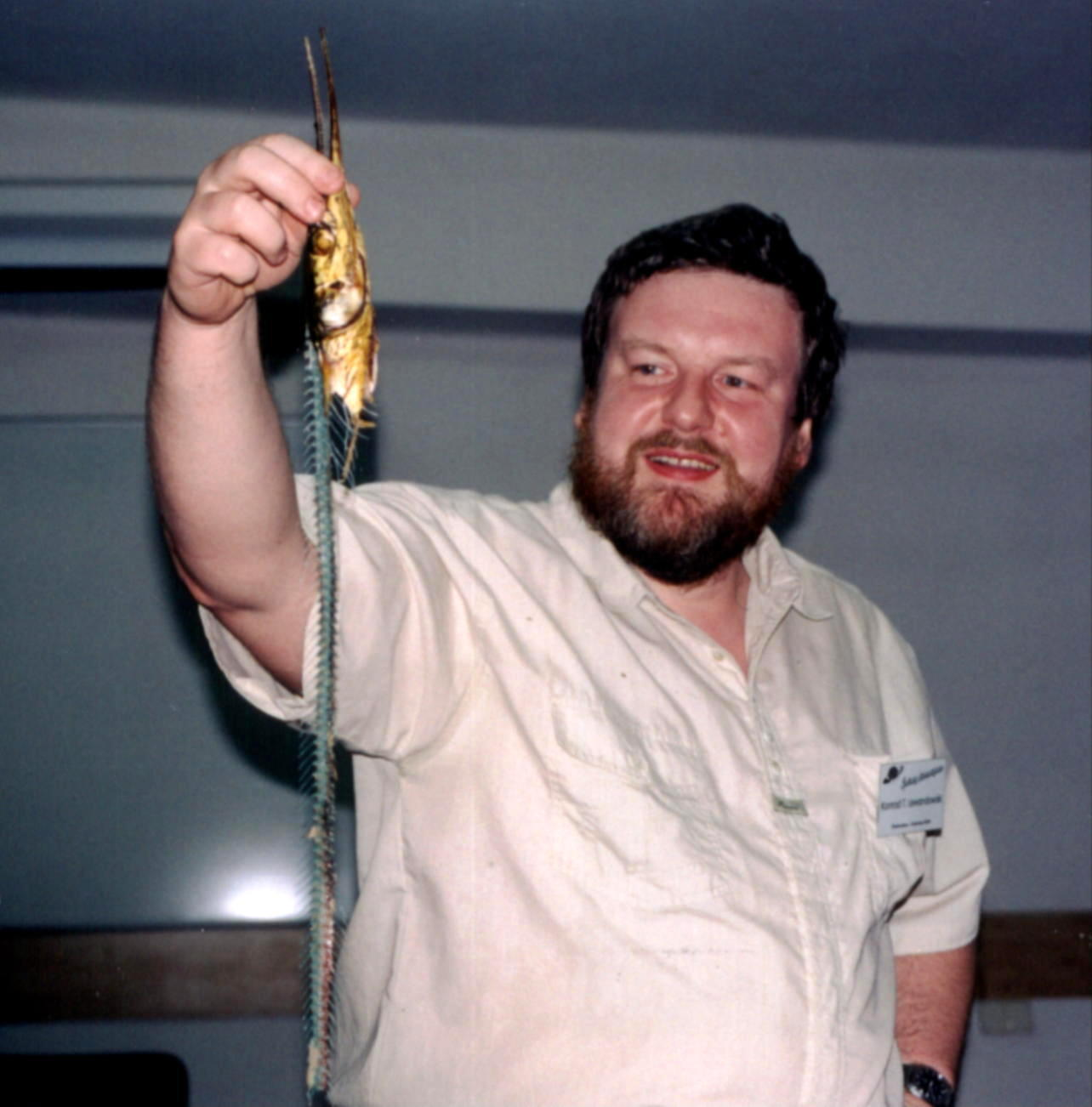
Konrad Lewandowski z alternatywnym słuchaczem podczas Seminarium Literackiego w 2003 roku

### Saga o kotołaku
Według chronologii wewnętrznej cyklu:
1. Ksin. Początek, „Saga o kotołaku”, t. I (Nasza Księgarnia, 2014)[16]
2. Trop kotołaka (SR 1998)[17][18], wznowione jako Ksin Drapieżca (Copernicus Corporation, 2003)[19]
3. Wyprawa kotołaka, t. II (pierwotnego cyklu) (Copernicus Corporation, 2004)[20], przeredagowane i wznowione jako Ksin. Sobowtór, „Saga o kotołaku”, t. III (Nasza Księgarnia, 2015)[21]
4. Ksin (Orbita 1991[22]), wznowione jako Kapitan Ksin Fergo (Copernicus Corporation, 2004[23])
5. Różanooka „Saga o kotołaku”, t. IV (Victoria 1992[24], Copernicus Corporation 2004[25], Nasza Księgarnia 2016[26])
6. Ksin koczownik (Copernicus Corporation, 2006[27], Nasza Księgarnia 2016[28])
7. Ludzkie ciepło (opowiadanie, Fantastyka – wydanie specjalne, 4/2007)
8. Ksin na Bagnach Czasu (2017, Nasza Księgarnia)[29]

### CyklDiabłu ogarek
- Diabłu ogarek. Czarna wierzba (Wydawnictwo RM, 2011)[30]
- Diabłu ogarek. Kolumna Zygmunta (Wydawnictwo RM, 2012)[31]
- Diabłu ogarek. Ostatni hołd (Wydawnictwo RM, 2013)[32]

### Cykl kryminalny z komisarzem Jerzym Drwęckim
- Magnetyzer (Wydawnictwo Dolnośląskie, 2007)[33]
- Bogini z labradoru (Wydawnictwo Dolnośląskie, 2007)[34]
- Elektryczne perły (Wydawnictwo Dolnośląskie, 2008)[35]
- Perkalowy dybuk (Wydawnictwo Dolnośląskie, 2009)[36]
- Śląskie dziękczynienie (Wydawnictwo Dolnośląskie, 2010)[37]
- Rumuńskie kawony (Bollinari Publishing House, 2015)[38]

### Inne
- Most nad otchłanią (Fantasmagoricon, 1995)[39]
- Noteka 2015 (Fantasmagoricon, 1996) zbiór opowiadań[40]
- Noteka i inne alternatywy (Scutum, 2000)[41]
- Królowa Joanna d’Arc (Alfa-Wero, 2000)[42]
- Misja „Ramzesa Wielkiego” (Alfa-Wero, 2001)[43]
- Żywa woda (2001)
- Bo kombinerki były brutalne (Lampa i Iskra Boża, 2003)[44]
- Czarna psychoza (Prószyński i S-ka 2005)[45]
- Pochwała herezji (Fantasmagoricon, 2008)[46]
- Legendy cyberkatakumb (Fantasmagoricon, 2009)[47]
- Bursztynowe królestwo (Wydawnictwo Dolnośląskie, 2009)[48]
- Afgański Zeus (Wydawnictwo Dolnośląskie, 2011)[49]
- Anioły muszą odejść (Wydawnictwo G+J, 2011)[50]
- Sensownik matki Polki (Wydawnictwo G+J, 2012)[51]
- Bohaterowie się odradzają (Wydawnictwo Dolnośląskie, 2012)[52]
- Faraon wampirów (Wydawnictwo RM, 2012)[53]
- Orzeł bielszy niż gołębica (Narodowe Centrum Kultury, 2013)[54] Seria Zwrotnice Czasu Historie Alternatywne, tom 11
- Utopie (Narodowe Centrum Kultury, 2014) Seria Zwrotnice czasu – Historie alternatywne[55]
- Czas egzorcystów (Zysk i S-ka, 2014)[56]
- Bezsilność i zemsta prawdy (Ferratus, 2017)[57]
- Szatan i spółka. Dalsze przygody szatana z siódmej klasy (Nasza Księgarnia, 2017)[58]
- Teologia wiary rodzimej (Ferratus, 2017)[59]
- Złota kaczka (Werkis, Ferratus, 2020)[60]
- Narzeczona z Kociewia (Ferratus, 2020)[61]
- Prawość zorganizowana (Metafora, 2023)[62]

### Komiks
- Bunt krasnoludków (Ongrys, 2010) scenariusz K.T. Lewandowski, rysunki Szarlota Pawel[63]
- Czciciele Żelaza. Drugie Średniowiecze (Wydawnictwo PolishComicArt, Magazyn Relax nr 39-42, 2022-2023) scenariusz K.T. Lewandowski, rysunki Jarosław Musiał[64]